# Dunton cum Doughton
Dunton cum Doughton var en civil parish fram till 1935 när den uppgick i civil parish Dunton, i grevskapet Norfolk i England. Civil parish var belägen 4 km från Fakenham och hade 165 invånare år 1931.